# برونو د استا
برونو د استا (هزتا) ایی دوداگُیتیا (Bruno de Heceta (Hezeta) y Dudagoitia) (زادهٔ ۱۷۴۳ – درگذشتهٔ ۱۸۰۷)، از اهالی باسک، اسپانیا و کاوشگر شمال غربی اقیانوس آرام بود. او در بیلبائو و در خانوادهٔ قدیمی باسکی به‌دنیا آمد. برونو توسط نایب‌الملک اسپانیای جدید، آنتونیو ماریا بوکارلی وای اورسوا، به منطقهٔ شمال آلتا کالیفرنیا فرستاده شد تا در واکنش به اطلاعاتی مبنی بر وجود زیستگاه‌های استعماری روسیه در آنجا، به بررسی و کاوش بپردازد.

## پس‌زمینه
ادعای اسپانیایی‌ها دربارهٔ آلاسکا و شمال غربی اقیانوس آرام به فرمان رسمی پاپ در سال ۱۴۹۳ و حقوق مندرج در پیمان تردسییاس در سال ۱۴۹۴ بازمی‌گردد. این دو اقدام قانونی، اساس ادعای اسپانیا مبنی بر حق انحصاری برای استعمار تمام نیمکرهٔ غربی (به استثنای برزیل کنونی)، از جمله همهٔ سواحل غربی آمریکای شمالی را رقم زد. اولین گروه اکتشافی اروپایی که حقیقتاً به سواحل اقیانوس آرام رسیدند، به رهبری واسکو نونیس د بالبوا اسپانیایی بود که در سال ۱۵۱۳ به سواحل غربی پانامای کنونی رسید. بالبوآ اقیانوس آرام و همچنین تمام سرزمین‌های مرتبط با آن را حق پادشاهی اسپانیا می‌دانست. این اقدام بالبوآ ادعای اسپانیا مبنی بر کنترل انحصاری بر کل سواحل غربی آمریکای شمالی را مستحکم‌تر کرد.
امپراتوری اسپانیا که از ادعاهای خود خاطر جمع بود، در طی ۲۵۰ سال پس از ادعای بالبوآ، سواحل شمال غربی آمریکای شمالی را کاوش یا آباد نکرد. با این حال، در اواخر قرن هجدهم، اسپانیا با اطلاع از ورود روسیه و بریتانیا به حوالی سواحل شمال غربی اقیانوس آرام و آلاسکا، آنقدر نسبت به حق خود دربارهٔ منطقه نگران شد که نسبت به پیشروی روسیه و بریتانیا واکنش نشان داد.

## سفر اکتشافی به اقیانوس آرام
اولین سفر اکتشافی به رهبری خوان خوزه پرز هرناندز در سال ۱۷۷۴، تنها با یک کشتی، ناوچهٔ سانتیاگو (معروف به نووا گالیسیا) آن‌طور که برنامه‌ریزی شده بود به شمال نرسید؛ بنابراین در سال ۱۷۷۵، زمانی که گروه کوچکی از افسران اسپانیایی در دورهٔ نایب‌السلطنه اسپانیای جدید (مکزیک کنونی) به بندر سان بلاس در اقیانوس آرام رسیدند، نایب‌السلطنه یکی از آنها به نام برونو د استا را مسئول دومین سفر اکتشافی کرد. این سفر اکتشافی قرار بود با دو کشتی انجام شود که یکی از کشتی‌ها کوچک‌تر باشد تا بتواند در آب‌های کم عمق کاوش کند.
هستا فرماندهی ناوچهٔ سانتیاگو را به عهده گرفت. کشتی دیگر به نام سونورا (با نام مستعار فلیسیداد، همچنین معروف به نوسترا سونورا دی گوادالوپ) در آغاز تحت فرماندهی خوان مانوئل دی آیالا بود. کشتی سونورا به طول ۳۶ فوت (۱۱ متر) و با ۱۶ خدمه، قرار بود سواحل را شناسایی و نقشه‌برداری کند و می‌توانست به مکان‌هایی برود که کشتی سانتیاگو در سفر قبلی نتوانسته بود به آنها نزدیک شود. به این ترتیب این سفر اکتشافی می‌توانست به‌طور رسمی بر سرزمین‌های شمال اسپانیای جدید که از آنها بازدید کرده بود، ادعای مالکیت کند.
این دو کشتی با هم تا شمال پونتا دی لس مارتیرس (یا قلهٔ شهدا)، پوینت گرنویل امروزی در ایالت واشینگتن که هستا این نام را در واکنش به حملهٔ سرخ‌پوستان قبیلهٔ کوینولت برآن نهاده بود، حرکت کردند.
کشتی‌ها طبق برنامهٔ از پیش تعیین شده در غروب ۳۰ ژوئیه ۱۷۷۵ از یک‌دیگر جدا شده و کشتی سانتیاگو به سمت شمال حرکت کرد، جاییکه امروزه مرز میان واشینگتن و بریتیش کلمبیا، کانادا است. کشتی سونورا، به رهبری خوان فرانسیسکو دی لا بودگا وای کوادرا، حرکت خود را طبق دستورها به سمت شمال و تا ساحل ادامه داد و در نهایت در ۱۵ اوت ۱۷۷۵ به موقعیتی در عرض جغرافیایی ۵۹ درجهٔ شمالی و به منطقهٔ آب‌های سیتکا سوند در نزدیکی شهر سیتکای امروزی، آلاسکا رسید. در آنجا و در حوالی شهرکی روسی در جزیرهٔ کودیاک امروزی، اسپانیایی‌ها با ادعای مالکیت در آن منطقه، «اقدامات حاکمیتی» متعددی را اعمال کردند. بودگا وای کوادرا، اسامی خلیج پورتو دی بوکارلی (خلیج بوکارلی کنونی، آلاسکا)، خلیج پورتو دی لس رمدیوس و کوه سرو سان جاسینتو را نام‌گذاری کرد. سه سال بعد در سال ۱۷۷۸، کاوشگر انگلیسی جیمز کوک، نام کوه سرو سان جاسینتو را به کوه اجکامب تغییر داد.
هستا در سفر بازگشت خود به جنوب که همچنان با کشتی سانتیاگو و خدمهٔ کم‌تری بود، خلیج بزرگی را کشف کرد که به نقاط خشکی بسیاری راه داشت. او اولین فرد اروپایی بود که دهانهٔ رودخانهٔ کلمبیا را دید. او سعی کرد با فشار کامل بادبان‌ها وارد آنجا شود، اما جریان امواج آنقدر قوی بود که مانع از آن شد. او خدمهٔ کافی برای کنترل لنگر را نداشت، از این رو نمی‌توانست صبر کند تا شرایط بهتر شود. او نوشت که این امواج خروشان، او را به این باور رساند که آنجا دهانهٔ یک رودخانهٔ بزرگ یا گذرگاهی به دریای دیگر بود. بعدها او فرض کرد که آنجا می‌تواند تنگهٔ خوان دو فوکا باشد. او خلیج ورودی را باهیا دی لا اسینسیون نامید و بر اساس مشاهدات خود از خارج از نوار کلمبیا، نقشه‌ای تهیه کرد. بعدها دیگر نقشه‌های اسپانیایی اغلب ورودی رودخانهٔ کلمبیا را با نام‌هایی همچون انترادا دی هزتا، ریو دی سان روک و دیگر واژه‌های مشابه نشان می‌دادند.
در طول این سفر اکتشافی، خدمهٔ هر دو کشتی سختی‌های زیادی را از جمله کمبود مواد غذایی و کمبود ویتامین ث متحمل شدند. در ۸ سپتامبر ۱۷۷۵، دو کشتی دوباره به هم ملحق گشته و برای بازگشت به سن بلاس به سمت جنوب حرکت کردند.

## سال‌های آخر زندگی
پس از آن، هستا به اسپانیا بازگشت و در نبردهای دریایی متعددی در اروپا علیه فرانسه و بریتانیا شرکت کرد. او در سال ۱۸۰۷ در آنجا با درجهٔ سپهبد درگذشت.

## میراث
جزیرهٔ هستا در آلاسکا و دماغهٔ هستا و فانوس دریایی هستا در ساحل اورگن، به نام برونو د استا نام‌گذاری شده‌اند. نام او در اورگن «Ha–SEE–Ta» و در آلاسکا «HECK–ah–Ta» تلفظ می‌شود.